# Respiración circular
La respiración circular es una técnica utilizada en la ejecución de instrumentos de viento, y sirve para evitar tener que interrumpir el sonido de este al respirar. Esto se logra al almacenar aire en la boca y soplarlo mientras se inhala aire por la nariz, para luego continuar exhalando aire desde los pulmones. 

## Uso
Esta técnica es de uso en aerófonos antiguos de diversas latitudes y en flautas y oboes de Oriente. Como ejemplos se tienen: el yidaki o didgeridoo de Australia,  el hom pak maya, la sorna de Medio Oriente y Asia, el arghul de Egipto, la alboka vasca, el launeddas de Cerdeña y la algoza de India y Pakistán. Algunos músicos de jazz y música clásica utilizan esta técnica. En la música académica, aunque pocas piezas compuestas antes del siglo XX requieren realmente su uso, permite la ejecución de piezas originalmente compuestas para instrumentos de cuerda en instrumentos de viento, lo que de otra manera no sería posible. 